# Kōki Tachi
Kōki Tachi (jap. 舘 幸希, Tachi Kōki; * 14. Dezember 1997 in Suzuka, Präfektur Mie) ist ein japanischer Fußballspieler.

## Karriere
Kōki Tachi erlernte das Fußballspielen in der Jugendmannschaft des Iga FC, der Schulmannschaft der Yokkaichi Chuo Technical High School, sowie in der Universitätsmannschaft der Nihon-Universität. Von Juni 2019 bis Januar 2020 wurde er an Shonan Bellmare ausgeliehen. Nach der Ausleihe wurde er von Shonan Anfang 2020 fest verpflichtet. Der Verein aus Hiratsuka spielte in der höchsten japanischen Liga, der J1 League. Sein Erstligadebüt gab er am 13. September 2020 im Auswärtsspiel gegen Gamba Osaka. Hier wurde er in der 88. Minute für Temma Matsuda eingewechselt.